# Malmö Yllefabriks AB

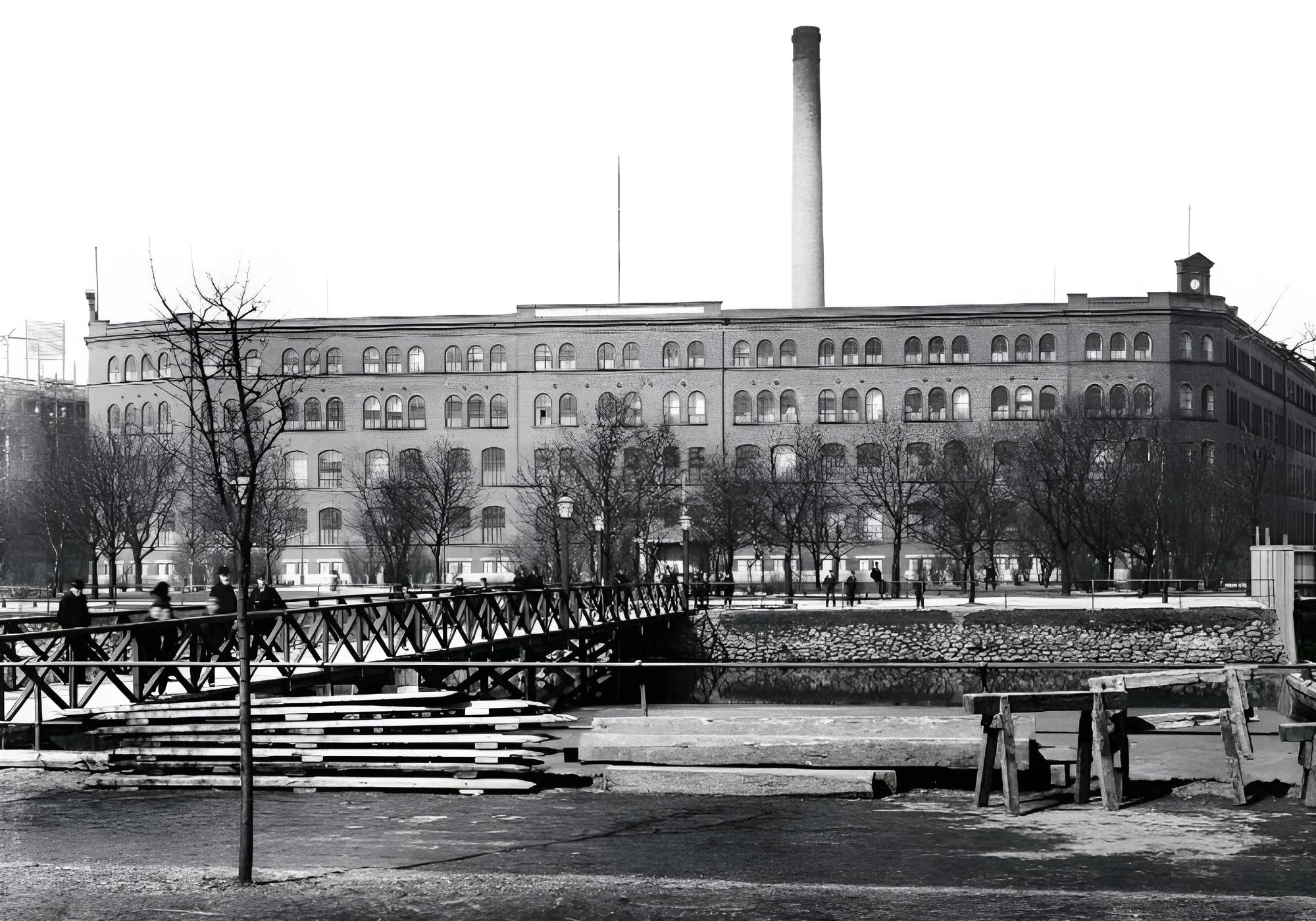
Malmö Yllefabriks AB i Malmö ca 1898–1900

Malmö Yllefabriks AB (MYA) startade sin verksamhet i Malmö 1867 och från 1874 var konsul August Schmitz chef för fabriken, som låg i kvarteret Lybeck i centrala Malmö. I folkmun kallades fabriken "Doffeln" eftersom man tillverkade en form av ylletyg av en typ som kallades doffel.

## Historia
Den 7 mars 1888 totalförstördes fabriken i en brand. Fabriken byggdes dock snabbt upp och kunde starta igen redan 1889. Den sysselsatte som mest 1 600 personer. År 1892 startade MYA även en fabrik i Furulund, vilken senare även utbyggdes med väveri. När Manufaktur AB (MAB) flyttade sin verksamhet från kvarteret Spinneriet till Trelleborgsvägen övertog MYA också deras gamla fabrik. Efter att Skandinaviska Textil Fabriks AB gått i likvidation 1912 tog MYA över dess fabrik, som fanns i Varberg och hade drygt 200 anställda.
År 1931 övertogs ledarskapet av August Schmitz j:r och 1943 bildades MAB & MYA-koncernen. År 1952 koncentrerades MYA:s kamgarnsspinneri helt till Furulund och 1953 såldes det utrymda kvarteret Spinneriet. Detta revs i sin helhet för att ge plats åt Arkaden-komplexet, vilket invigdes 1957.  Krisen inom textilbranschen ledde till att MYA nedlades 1958 och 700 personer blev uppsagda. Byggnaden revs 1960 för att ge plats åt NK, nuvarande köpcentret Hansa. Fabriken i Varberg lades ner 1962.
{{}}

## Bildgalleri

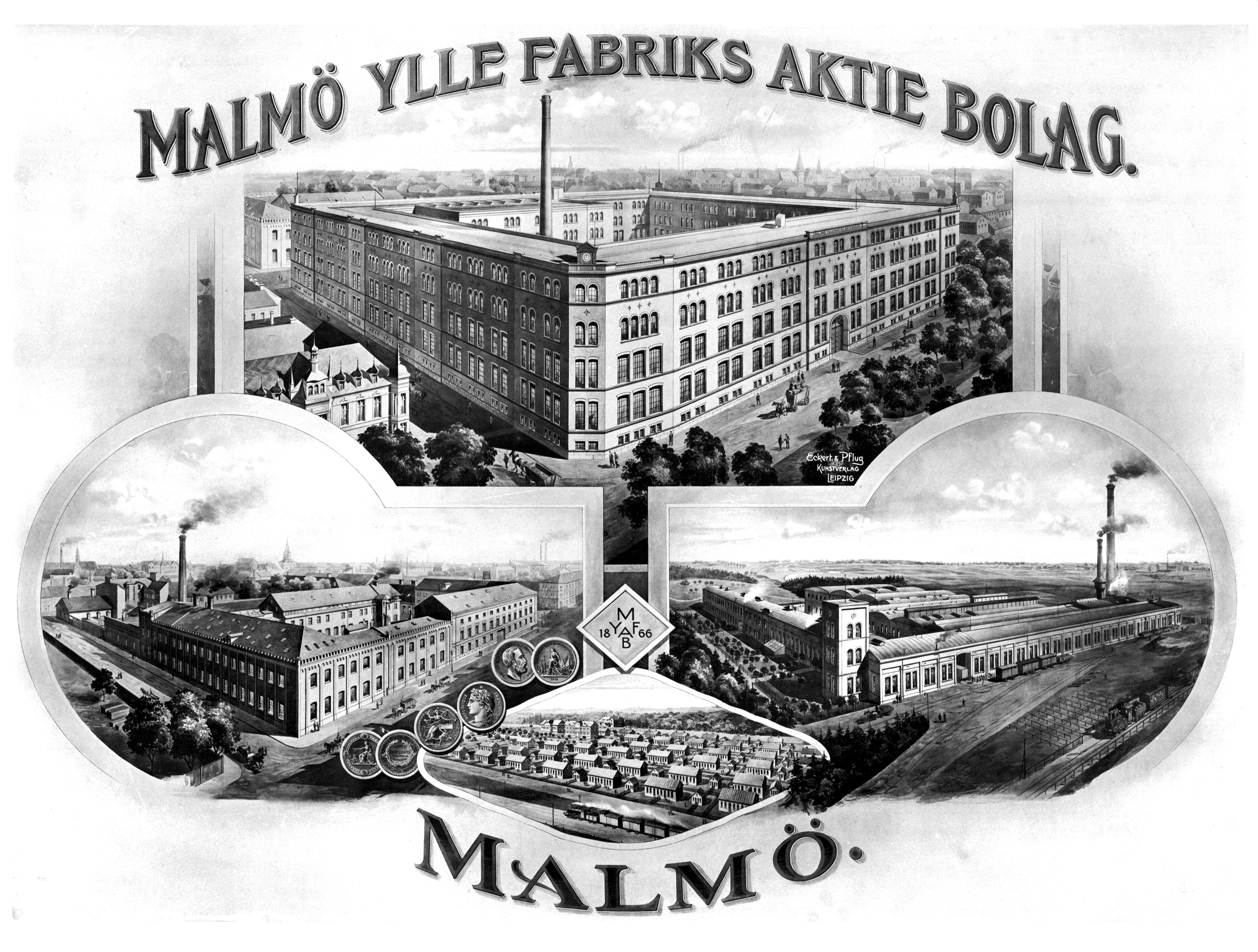
Fotografi av målning på byggnader sent 1800-tal
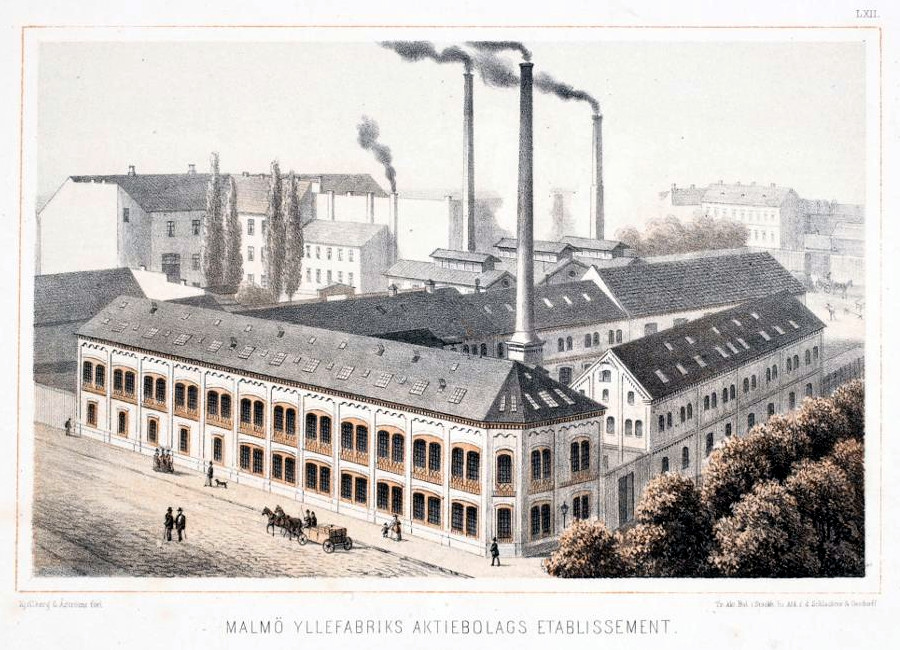
Littografi efter original av okänd konstnär ca 1872
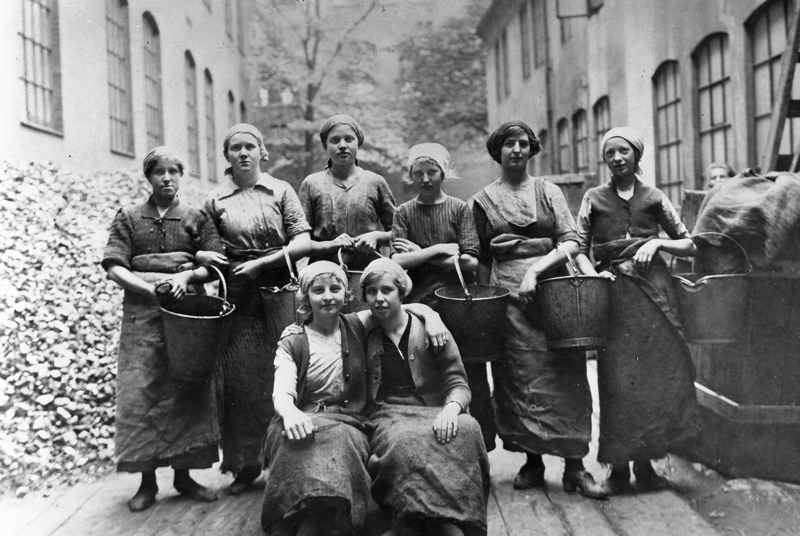
Arbeterskor vid Yllefabriken kallad Doffeln i Malmö
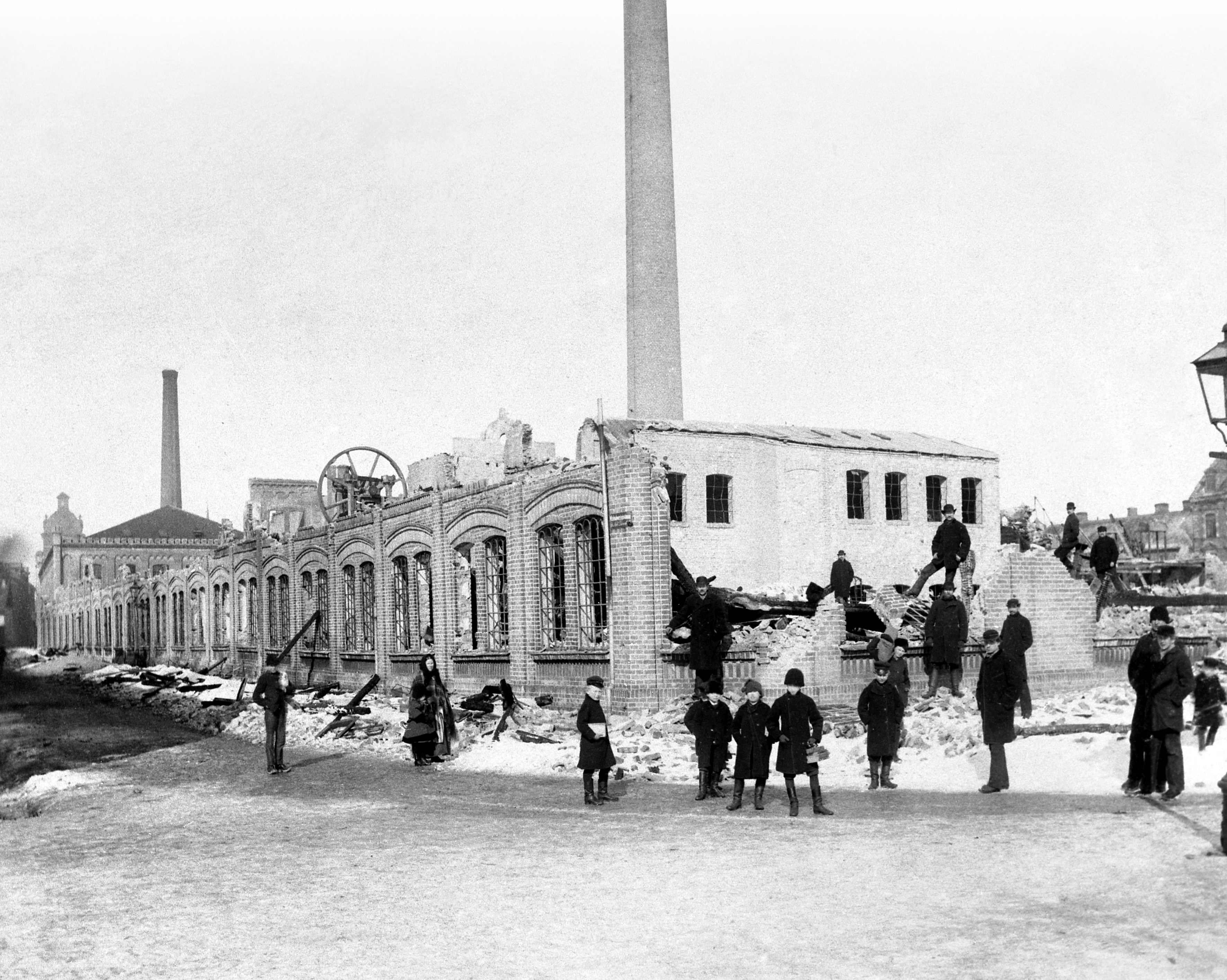
Ruinerna efter branden i mars 1888
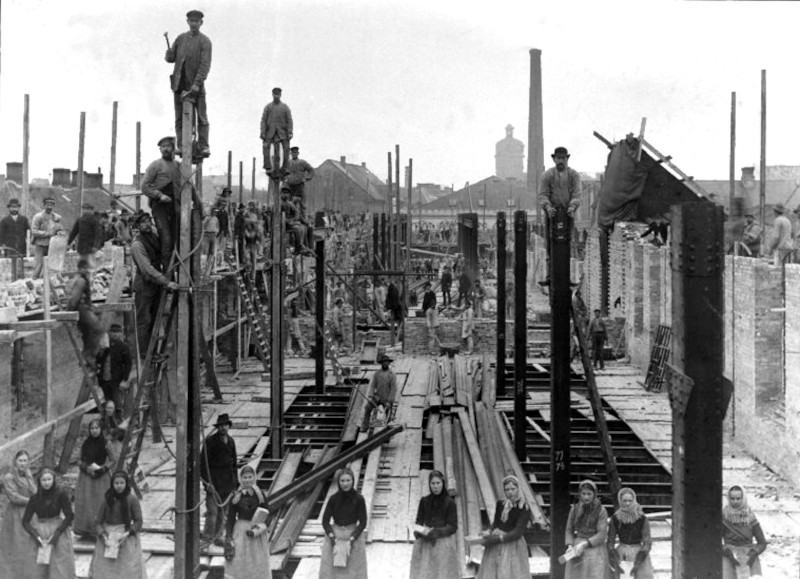
Yllefabriken Doffelns återuppbyggnad 1888-1889
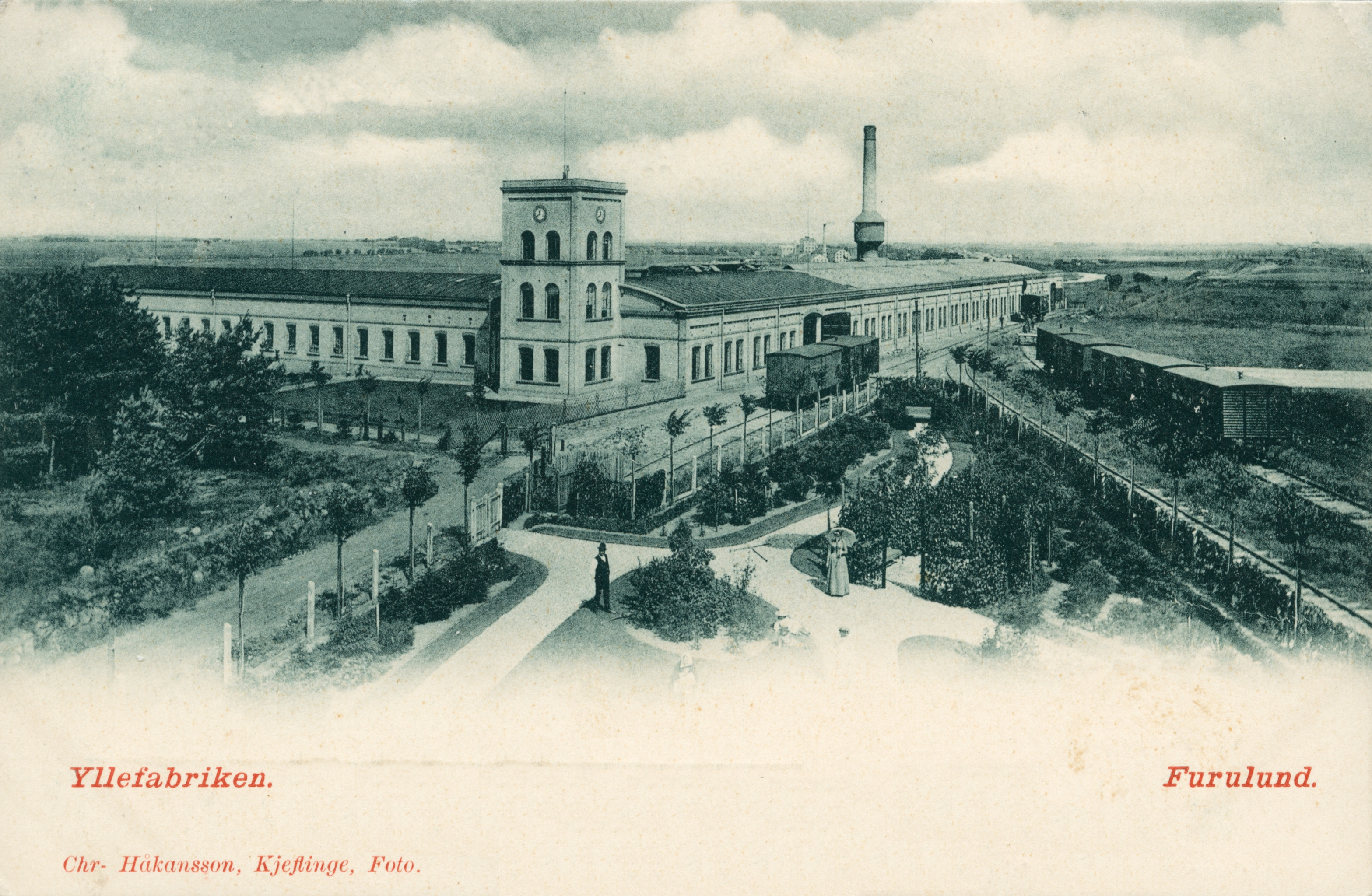
Vykort Yllefabriken i Furulund ca 1900
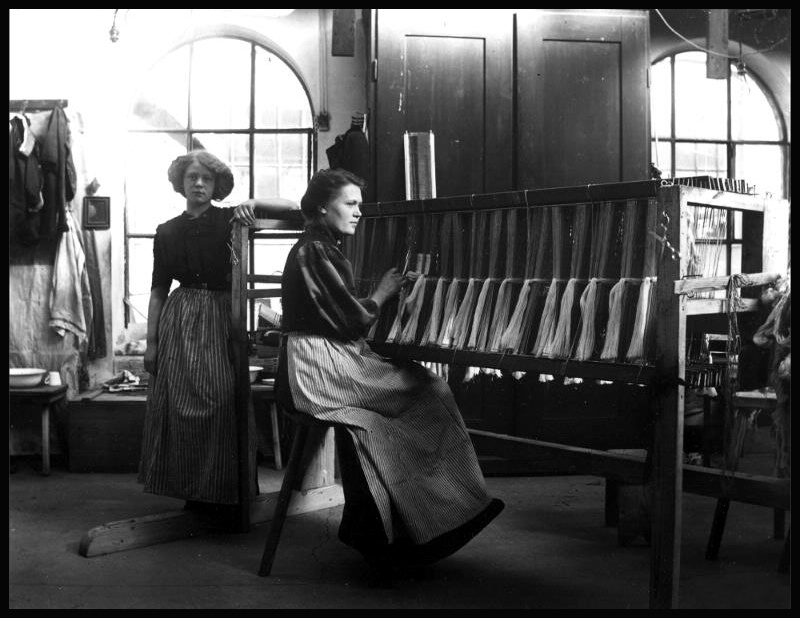
Två arbeterskor på Malmö yllefabrik 1912
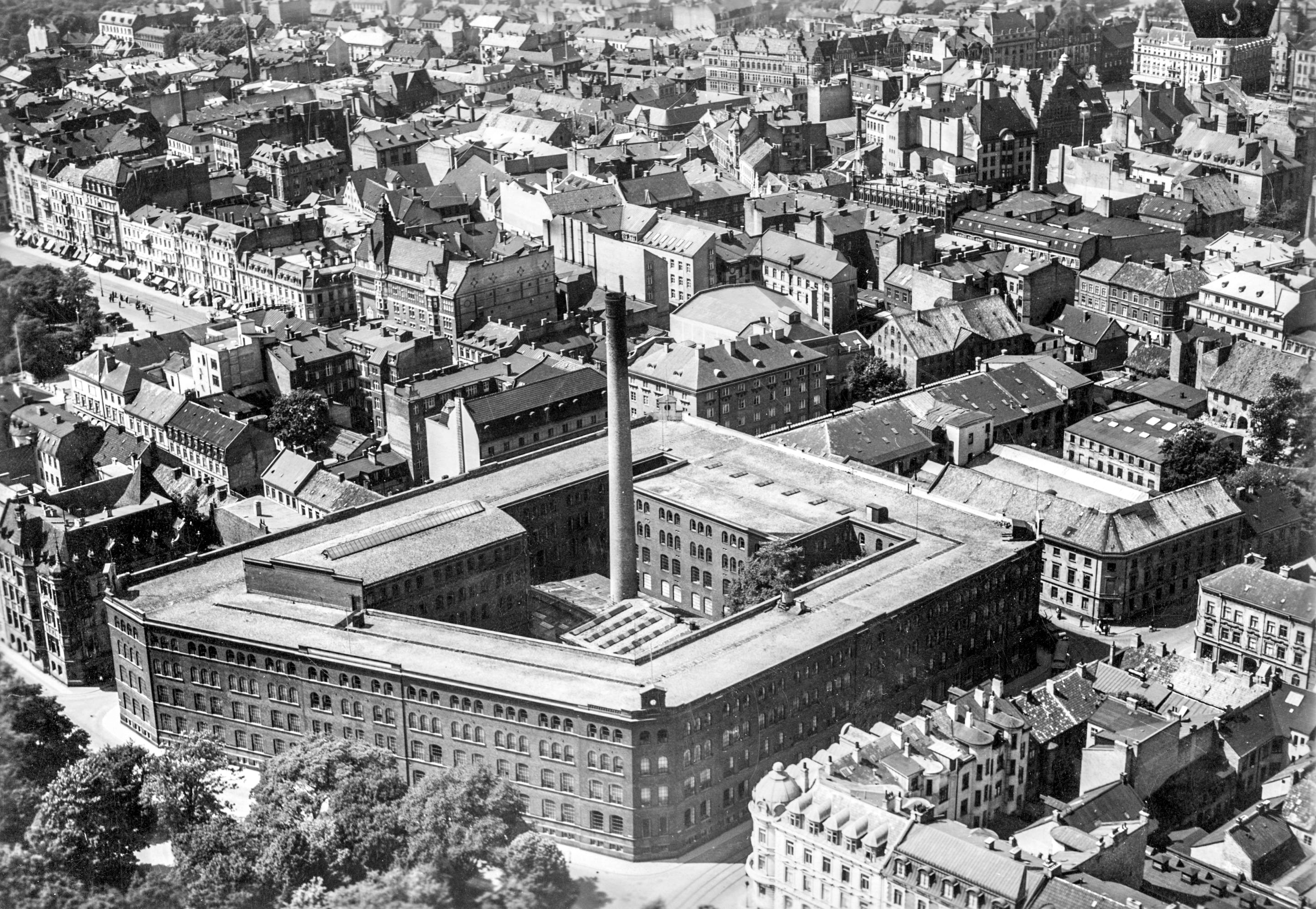
Flygbild över fabriken i kvarteret Lybeck i Malmö
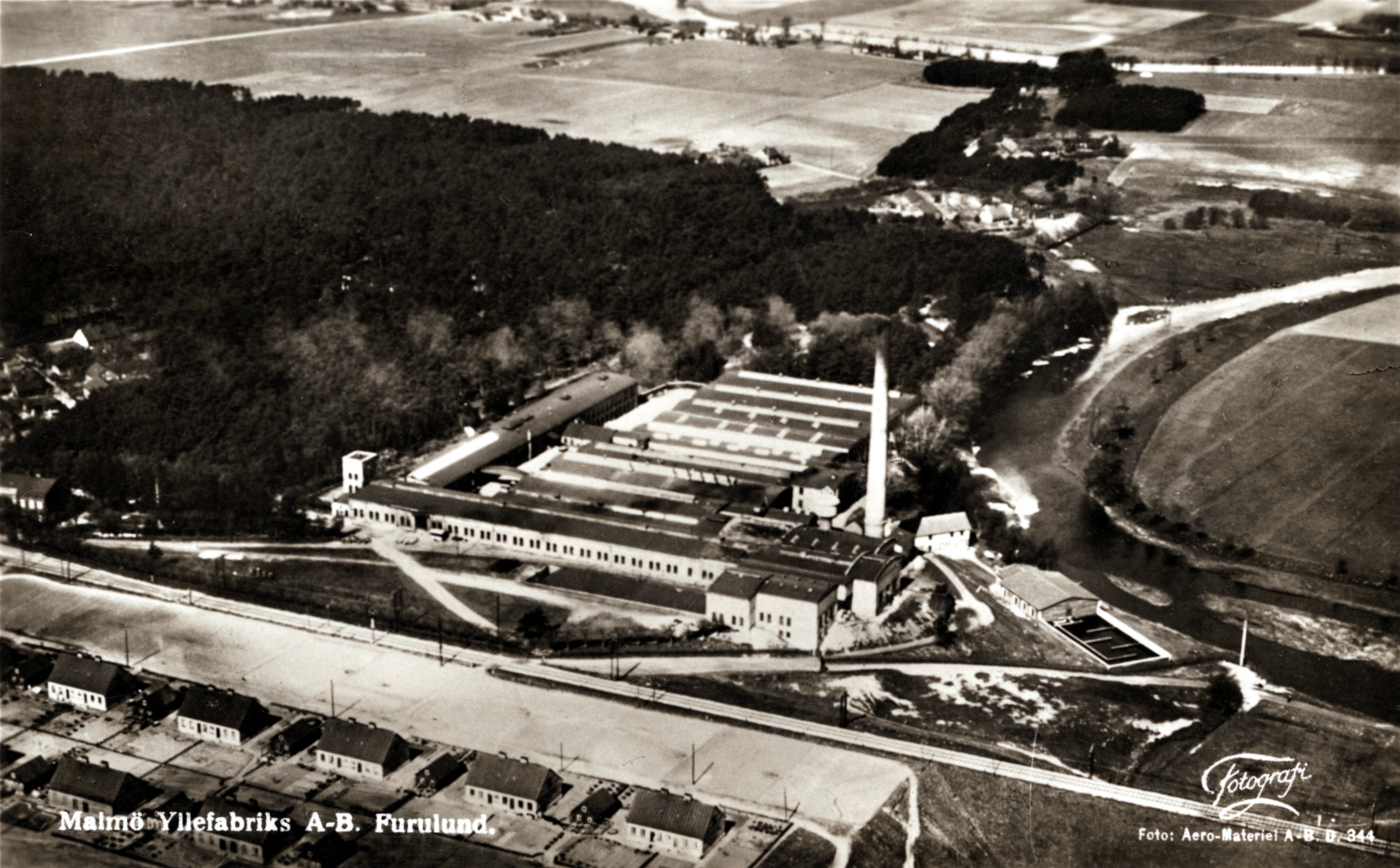
Flygfoto över Yllefabriken i Furulund 1928
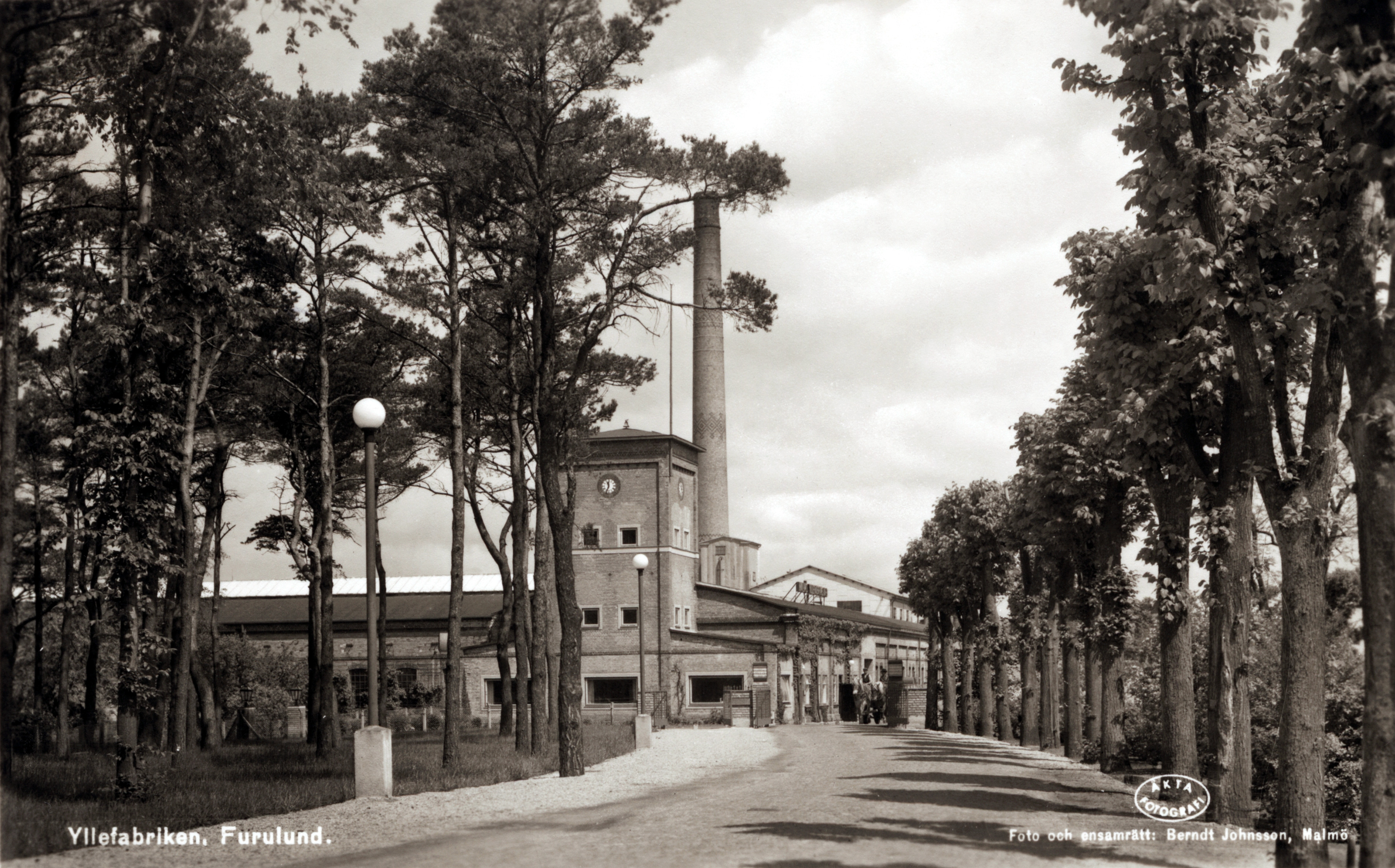
Yllefabriken i Furulund ca 1940
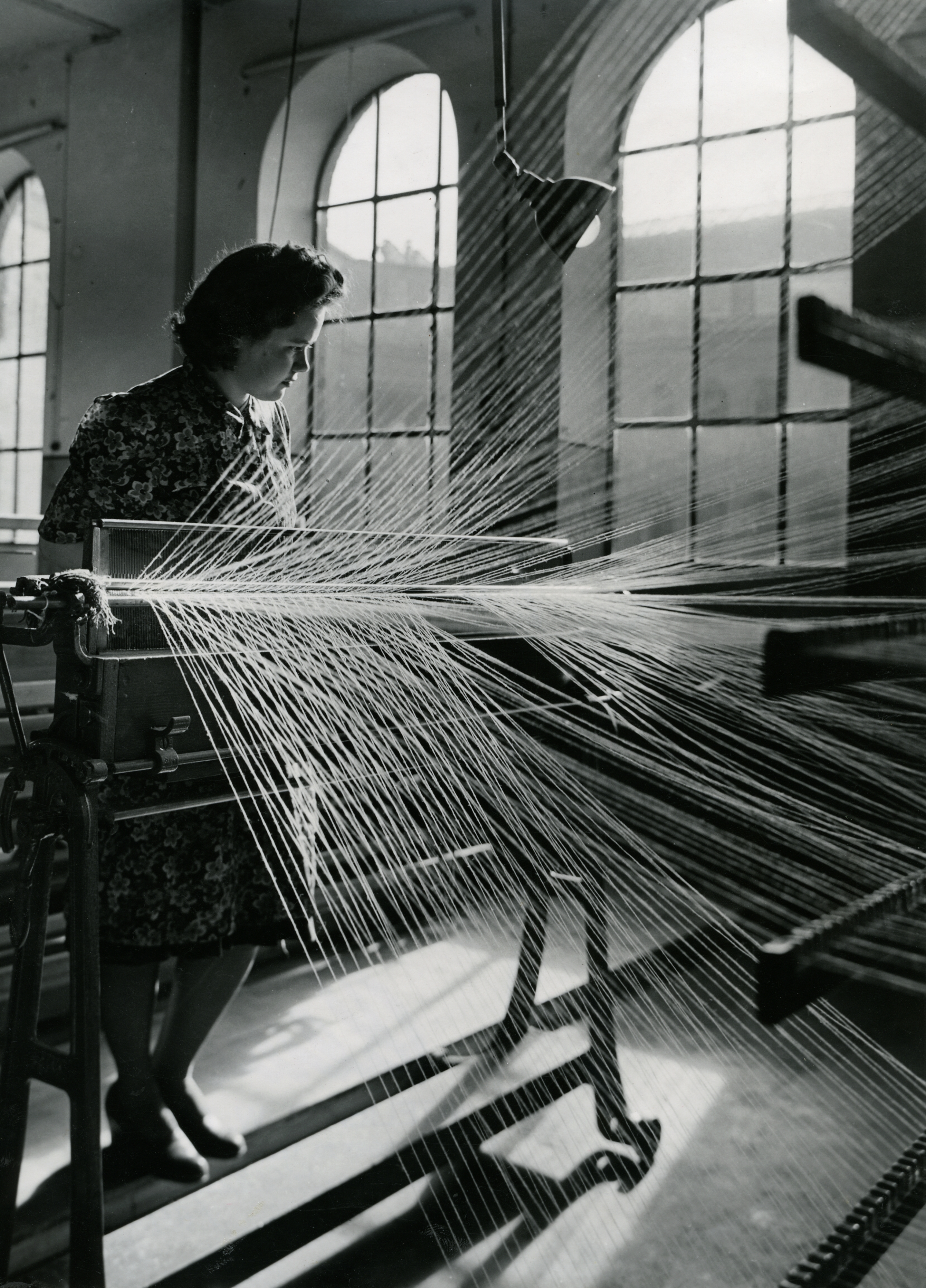
Yllefabrikens kättingskäreri 1947
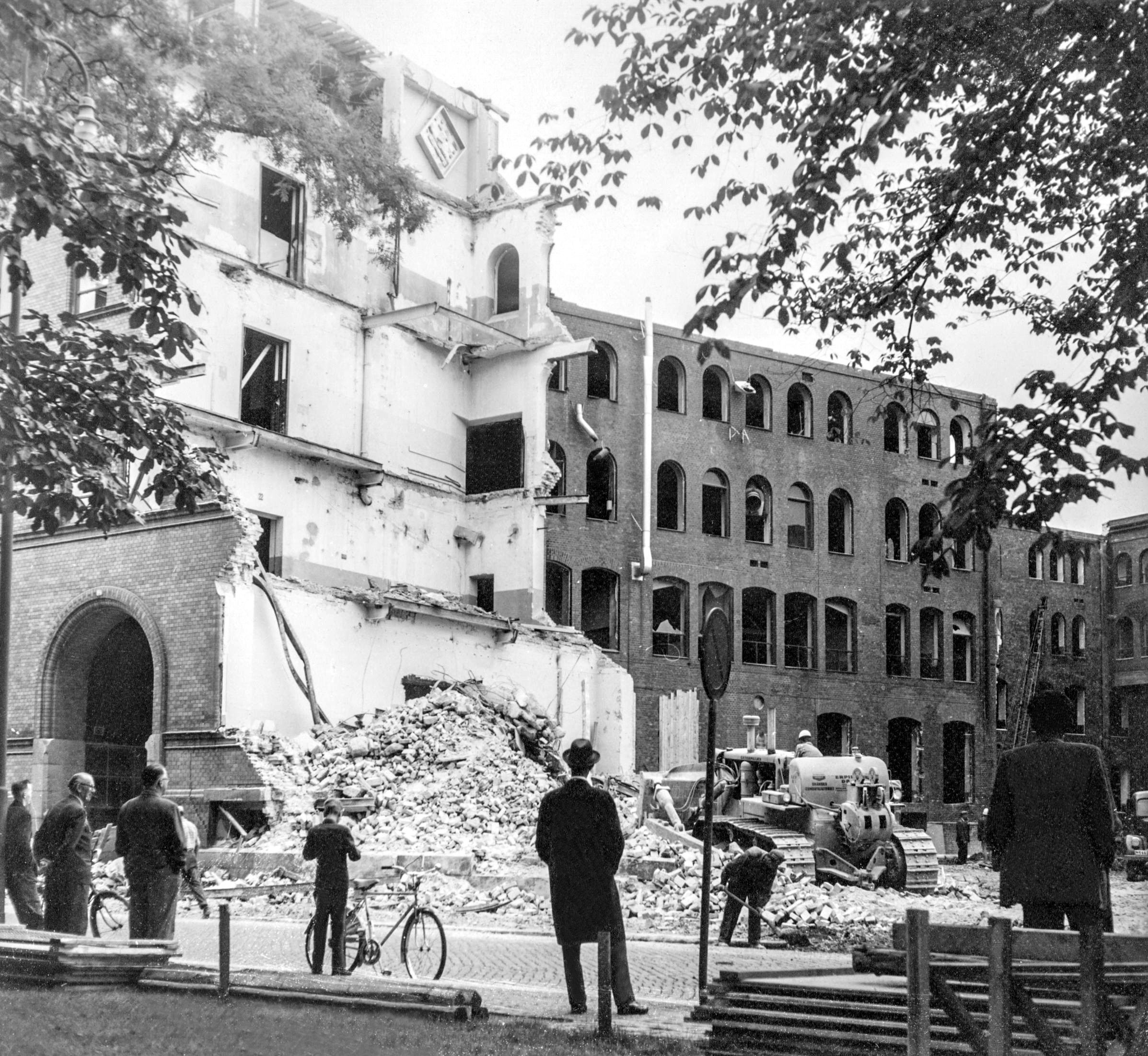
Rivningen av yllefabrikens lokaler i Malmö 1960

### Fotnoter
1. ↑  ”August Schmitz – Arkitektur och kulturarv, Malmös historia, Personer” (HTML). Malmö stad. https://malmo.se/Uppleva-och-gora/Arkitektur-och-kulturarv/Malmos-historia/Personer/August-Schmitz.html. Läst 3 januari 2024.
2. ↑  Göthe, Lars-Owe (31 december 2017). ”Malmö Brandväsen 1200 – 2005, sid.3” (HTML). Museiverksamheten Räddningstjänsten Syd, Malmö Brandkårs Museiförening. Arkiverad från originalet den 3 januari 2024. https://web.archive.org/web/20240103144955/http://www.brandmuseumrsyd.se/index_htm_files/Malmo%20Brandvasen%201200%20-%202005.pdf. Läst 3 januari 2024.
3. 1 2   Varberg - en kommuns historia. Varberg: Varbergs kommun. 1993. ISBN 91-630-1470-X
4. ↑  ”Tekoindustri, underrubrik Skåne” (HTML). Länsstyrelsen i Skåne län. Arkiverad från originalet den 3 januari 2024. https://archive.is/vh6na. Läst 3 januari 2024.